# Cumbernauld
Cumbernauld er en by i det sydlige Skotland, med et indbyggertal (pr. 2001) på cirka 50.000. Byen ligger i countyet North Lanarkshire, ved bredden af floden Clyde.
55°46′N 4°11′V / 55.767°N 4.183°V
- Wikimedia Commons har flere filer relateret til Cumbernauld